# Tsuwano (Shimane)
Tsuwano (津和野町 Tsuwano-chō?) es un pueblo localizado en la prefectura de Shimane, Japón. En junio de 2019 tenía una población estimada de 7.082 habitantes y una densidad de población de 23,1 personas por km². Su área total es de 307,03 km².

## Geografía

### Localidades circundantes
- Prefectura de Shimane
  - Masuda
  - Yoshika
- Prefectura de Yamaguchi
  - Yamaguchi
  - Hagi

## Demografía
Según los datos del censo japonés, esta es la población de Tsuwano en los últimos años.
| Año del censo | Población |
| ------------- | --------- |
| 1995          | 11.389    |
| 2000          | 10.628    |
| 2005          | 9.515     |
| 2010          | 8.427     |
| 2015          | 7.653     |